# Bernard Czernecki
Bernard Czernecki (ur. 28 kwietnia 1930 w Kobiórze) – polski ksiądz katolicki, kanonik honorowy Kapituły Metropolitalnej w Katowicach (1985), kapelan Jego Świętobliwości (1986), wieloletni proboszcz parafii w Jastrzębiu-Zdroju oraz kapelan górniczej „Solidarności”, uczestnik opozycji demokratycznej w okresie PRL. Kawaler Orderu Orła Białego.

## Życiorys
Ukończył w 1954 studia teologiczne w Śląskim Seminarium Duchownym w Krakowie. 29 czerwca 1954 przyjął święcenia kapłańskie z rąk biskupa Zdzisława Golińskiego. Jako wikariusz pracował kolejno w parafiach: Najświętszych Imion Jezusa i Maryi w Brynowie (od 1954), św. Mikołaja w Lublińcu (od 1955), św. Józefa w Świętochłowicach (od 1958), św. Michała Archanioła w Michałkowicach (od 1963) i św. Pawła Apostoła w Zabrzu Pawłowie (od 1967). Od 1968 do 1974 administrował parafią św. Pawła Apostoła w Rudzie Śląskiej-Nowym Bytomiu, pełnił w tym samym okresie funkcję dziekana dekanatu Ruda Śląska. Zajmował następnie stanowiska proboszcza parafii św. Katarzyny w Jastrzębiu-Zdroju (1974–1979) i Najświętszej Maryi Panny Matki Kościoła w Jastrzębiu-Zdroju (1979–1994). Był budowniczym kościoła ostatniej z nich. W 1994 przeszedł na emeryturę, zajmując się nadal działalnością kapłańską.
Od 1974 odpowiadał za Duszpasterstwo Ludzi Pracy na poziomie diecezji. W 1978 zaangażował się w obronę górników zwolnionych po protestach w kopalniach. W trakcie sierpnia 1980 był duszpasterzem strajkujących pracowników jastrzębskich kopalń. We wrześniu zainicjował powstanie siedziby MKR Jastrzębie na probostwie. W 1981 został kapelanem Regionu Śląsko-Dąbrowskiego „Solidarności”. Funkcję tę pełnił nieprzerwanie do 2005. Również w 1981 organizował lokalny Klub Inteligencji Katolickiej w Jastrzębiu-Zdroju.
13 grudnia 1981, w dniu wprowadzenia stanu wojennego, podczas niedzielnej mszy świętej ogłosił początek strajku w miejskich kopalniach. Przez kilka kolejnych dni wspierał protestujących. Po uzyskaniu informacji o pacyfikacji kopalni „Wujek” skierował duchownych do dwóch innych kopalni, co doprowadziło do pokojowego zakończenia protestów. Następnie pomagał osobom represjonowanym, m.in. organizował pomoc finansową, udostępniał ukrywającym się pomieszczenia kościelne, organizował aptekę zaopatrywaną darami z Francji, zatrudniał w parafii osoby zwalniane z przyczyn politycznych, ukrywał związkowe sztandary. Od 1982 koncelebrował msze za ojczyznę. Współpracował z opozycją demokratyczną, udostępniając na spotkania salki katechetyczne i pomagając w utworzeniu na terenie parafii podziemnej drukarni. Podczas strajków w 1988 w pomieszczeniach przykościelnych jego parafii działał sztab wspierający protesty, następnie do 1989 udostępniał pomieszczenia na posiedzenia lokalnego MKZ „S”. W 1990 został kapelanem Krajowego Sekretariatu Górnictwa i Energetyki.

## Odznaczenia
W 2017 został odznaczony przez prezydenta RP Andrzeja Dudę najwyższym polskim odznaczeniem – Orderem Orła Białego.
W 2005 prezydent RP Aleksander Kwaśniewski odznaczył go Krzyżem Oficerskim Orderu Odrodzenia Polski, a w 2010  prezydent RP Bronisław Komorowski uhonorował go Krzyżem Komandorskim tego orderu. W 2016 otrzymał Krzyż Wolności i Solidarności.